# Momjan
Momjan (olaszul: Momiano) falu Horvátországban, Isztria megyében. Közigazgatásilag Bujéhoz tartozik.

## Fekvése
Az Isztria északnyugati részén, Umagtól 16 km-re délkeletre, községközpontjától 6 km-re északkeletre, a Bujština területén, a szlovén határ közelében a Dragonja folyó völgye feletti magaslaton fekszik, melytől a Poganja (Argilla) patak által kivájt völgy választja el. A falu két részből, Donji Momjanból (a vár és környéke), valamint Gornji Momjanból (a tulajdonképpeni falu) áll.

## Története
Az emberi település első nyomai a történelem előtti időre mennek vissza (Monte Fineda, pećina Cingarela, Oskoruš). Első írásos említése II. Konrád német-római császár 1035-ben kelt oklevelében és II. Ulrik isztriai grófnak 1102-ben kelt, az aquileiai pátriárka részére írt adománylevelében történt. A pátriárka a 13. században a duinoi grófoknak engedte át. Már ebben az időben állt ezen a helyen valamilyen vár, melyet a következő évtizedekben a pietrapelosai uradalomhoz tartozott és a görzi grófok által kinevezett kapitányok igazgattak. A vár súlyos károkat szenvedett a 14. század közepén a velenceiek támadásai következtében, de a Habsburgok újjáépítették. 1548-ban Simeone Rota vásárolta meg és trapézoid alaprajzú, saroktornyos várrá építtette át, melyen belül a lakosság számára felépíttette a Szent István kápolnát. A 16. és 17. században a háborúk és járványok következtében kipusztult lakosság pótlására a tengerpartról és Dalmáciából érkezett földműves családokkal népesítették be. 1797-ben a napóleoni háborúk következtében megszűnt a Velencei Köztársaság és az Isztriával együtt a település is Habsburg uralom alá került. 1805-ben Napóleon a francia fennhatóság alatt álló Illír provincia részévé tette. Napóleon bukása után 1813-ban az egész Isztriával együtt ismét a Habsburg birodalom részévé vált és maradt 1918-ig. 1857-ben 801, 1910-ben 1065 lakosa volt. Az első világháború után a rapallói szerződés értelmében Isztria az Olasz Királysághoz került. 1943-ban az olasz kapitulációt követően német megszállás alá került, mely 1945-ig tartott. A második világháború után a párizsi békeszerződés értelmében Jugoszlávia része lett, de 1954-ig különleges igazgatási területként átmenetileg a Trieszti B zónához tartozott és csak ezután lépett érvénybe a jugoszláv polgári közigazgatás. Kulturális-művészeti és sportegyesületét 1947-ben alapították. Több énekkar és egy kis könyvtár is létesült. A település Jugoszlávia felbomlása után 1991-ben a független Horvátország része lett. 1993-ban újraalakították a történelmi Buje községet. 2011-ben 275 lakosa volt. Lakói mezőgazdasággal, ezen belül főként szőlő, olajbogyó és gyümölcstermesztéssel foglalkoznak. A vidék nevezetes termékei a momjaki muskotály és az olívaolaj, de fejlődik a vadászati turizmus is.

## Nevezetességei
- A falu északi szélén áll Momjan várának romja, melynek alaprajza nem szabályos, mivel annak a sziklának az alakját követi amelyre épült. Régen négy négyszögletes saroktornya volt, melyek közül ma már csak egy áll az eredeti magasságában. A várba kezdetben egy fából ácsolt, később kőből épített hídon lehetett bemenni. Ennek maradványai ma is láthatók. A várfalak több szakaszon is emeletnyi magasságban állnak.
- Szent Márton tiszteletére szentelt plébániatemploma a 15. században épült egy korábbi kora gótikus templom átépítésével. 1859-ben meghosszabbították. A templomnak öt oltára van. Értékesebb berendezései a márvány főoltár, a Madonnát gyermekével ábrázoló faszoborral és a domborműves ajtajú szentségtartóval (1559). Keresztelőmedencéje a falba van építve, fém ajtó zárja. Harangtornya 22 méter magas.
- A település magjában több 17–19. századi gazdag polgárház áll. A Rota-ház 1600 körül épült.
- A 18. században épült Szent Péter templom nagyon rossz állapotban van.
- A Szent Rókus temetőkápolnát 1840-ben építették.
- Momjanban találták meg az Isztriai határbejárás okiratának egyik másolatát 1584-ből, melyet a megyei levéltárban őriznek.

## Lakosság
| Lakosság változása | Lakosság változása | Lakosság változása | Lakosság változása | Lakosság változása | Lakosság változása | Lakosság változása | Lakosság változása | Lakosság változása | Lakosság változása | Lakosság változása | Lakosság változása | Lakosság változása | Lakosság változása | Lakosság változása | Lakosság változása |
| ------------------ | ------------------ | ------------------ | ------------------ | ------------------ | ------------------ | ------------------ | ------------------ | ------------------ | ------------------ | ------------------ | ------------------ | ------------------ | ------------------ | ------------------ | ------------------ |
| 1857               | 1869               | 1880               | 1890               | 1900               | 1910               | 1921               | 1931               | 1948               | 1953               | 1961               | 1971               | 1981               | 1991               | 2001               | 2011               |
| 801                | 848                | 954                | 995                | 1060               | 1065               | 1075               | 1041               | 709                | 431                | 386                | 268                | 255                | 284                | 289                | 275                |